# Cassel (Hesse)
Pour les articles homonymes, voir Cassel.
Cassel (orthographiée Kassel en allemand depuis 1926) est une ville universitaire allemande de 204 687 habitants, située dans le Land de Hesse au bord de la rivière Fulda. Depuis 1955, elle abrite la documenta, exposition majeure d'art contemporain qui se déroule tous les cinq ans, pendant 100 jours, dans toute la ville.

## Géographie
Cassel se situe à environ 70 kilomètres au nord-ouest du centre géographique de l'Allemagne. Après Erfurt et Göttingen, elle est la troisième ville de plus de 100 000 habitants (Großstadt) la plus proche de ce point. La ville se situe à proximité des frontières avec les Länder de Basse-Saxe et de Thuringe.
Cassel est traversée par la Fulda ainsi que par ses affluents qui rejoignent le cours d'eau principal dans le territoire de la ville : Ahne, Drusel, Geile, Grunnelbach, Jungfernbach, Losse, Nieste et Wahle. Le point le plus bas de Cassel se situe avec 132,9 mètres d'altitude au nord-est de la ville, dans la vallée de la Fulda alors que son point culminant est à 614,8 mètres au sommet du Hohes Gras. La ville s'étend sur une surface de 106,78 km2.

### Climat
| Mois                                | jan. | fév. | mars | avril | mai  | juin | jui. | août | sep. | oct. | nov. | déc. |
| ----------------------------------- | ---- | ---- | ---- | ----- | ---- | ---- | ---- | ---- | ---- | ---- | ---- | ---- |
| Température minimale moyenne (°C)   | −1,5 | −1,5 | 1,5  | 3,9   | 8,1  | 11   | 13   | 12,7 | 9,8  | 5,9  | 2,1  | −0,2 |
| Température maximale moyenne (°C)   | 2,8  | 4,2  | 8,7  | 12,8  | 17,9 | 20,3 | 22,6 | 22,8 | 18,4 | 13   | 6,7  | 3,9  |
| Précipitations (mm)                 | 53,5 | 40   | 51,3 | 44,8  | 64,3 | 76   | 64,4 | 56,6 | 57,1 | 51,8 | 59,3 | 67   |
| Nombre de jours avec précipitations | 10,7 | 8,4  | 11,3 | 9,3   | 9,8  | 11   | 9,2  | 8,8  | 9,3  | 9,3  | 10,9 | 12,5 |
| Humidité relative (%)               | 84   | 80   | 75   | 70    | 69   | 70   | 70   | 72   | 78   | 82   | 84   | 85   |

| Diagramme climatique                                  |           |            |             |             |          |            |              |             |           |            |           |
| J                                                     | F         | M          | A           | M           | J        | J          | A            | S           | O         | N          | D         |
| 2,8−1,553,5                                           | 4,2−1,540 | 8,71,551,3 | 12,83,944,8 | 17,98,164,3 | 20,31176 | 22,61364,4 | 22,812,756,6 | 18,49,857,1 | 135,951,8 | 6,72,159,3 | 3,9−0,267 |
| Moyennes : • Temp. maxi et mini °C • Précipitation mm |           |            |             |             |          |            |              |             |           |            |           |

## Histoire
| Appartenances historiques Landgraviat de Thuringe 1137–1264 Landgraviat de Hesse 1264–1458 Landgraviat de Basse-Hesse 1458–1500 Landgraviat de Hesse 1500–1567 Landgraviat de Hesse-Cassel 1567–1803 Électorat de Hesse 1803–1807 Royaume de Westphalie 1807–1813 Électorat de Hesse 1813–1866 Royaume de Prusse (Province de Hesse-Nassau) 1866–1918 Empire allemand 1871–1918 République de Weimar 1918–1933 Reich allemand 1933–1945 Allemagne occupée 1945–1949 Allemagne de l'Ouest 1949–1990 Allemagne 1990–présent |

Le nom de la ville vient de l'ancien Castellum Cattorum qui était un château des Chattes, tribu germanique qui vivait dans cette région depuis l'époque romaine.

### Antiquité et Moyen Âge
Si des fouilles archéologiques ont démontré l'existence de colonies pré-chrétiennes, Cassel est mentionnée pour la première fois en 913 dans deux documents, faisant remonter l'histoire de la ville à plus de mille ans. Chassalla (ou Chassella, qui deviendra plus tard Cassel et depuis 1926 Kassel) est évoqué comme un endroit fortifié et situé au bord de la Fulda où Conrad Ier de Germanie séjourna. Cependant ni le contenu des documents ni les personnes nommées ne sont en relation avec la ville actuelle.
Avant 1189, Cassel obtient le statut de ville qui lui fut renouvelé par Hermann II de Thuringe en 1239 et en 1277, Cassel devient le lieu de résidence principal du premier landgrave de la Hesse, Henri Ier.

### De la Renaissance auXIXesiècle

Carte de Kassel et de ses environs (1789)

Pendant le XVIIe siècle en devenant un foyer du protestantisme calviniste, la ville a été entourée d'une fortification afin de protéger le bastion protestant contre les ennemis catholiques et en 1685 Cassel est devenue le refuge de 1 700 huguenots.
C'est à Cassel que fut publiée, en 1614, la Fama Fraternitatis, premier manifeste rosicrucien, qui allait déclencher en Europe une intense agitation dans les milieux philosophiques et religieux.
Une influence française est perceptible dans l'architecture de plusieurs quartiers, ainsi que dans plusieurs noms de lieux et de rues et s'explique par l'arrivée de protestants français à la suite de la révocation de l'édit de Nantes.
De 1805 à 1830, les frères Grimm habitent à Cassel, y écrivant la plupart de leurs contes. Ils y travaillèrent comme bibliothécaires de la cour.
Avec la dissolution du Saint-Empire romain germanique par Napoléon en 1806, Cassel devient la capitale du nouveau royaume de Westphalie : l'Empereur en donne le trône à son jeune frère, Jérôme Bonaparte. Ce dernier tient en son Château Wilhelmshöhe, devenu « Napoleonshöhe », une cour brillante. Ce royaume ne survit pas à la défaite de Leipzig en 1813.

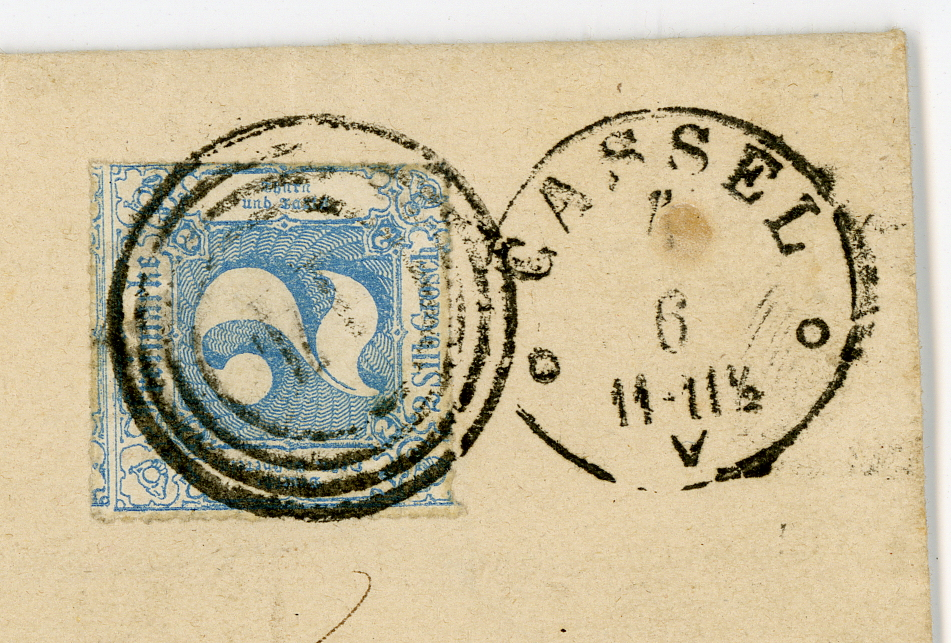
Cassel en 1865, principauté des Thurn und Taxis.

Après la guerre austro-prussienne, la principauté est annexée par la Prusse en 1866.

### XXeetXXIesiècles
Durant la guerre de 1914-1918 un important camp de prisonniers de guerre a fonctionné à Cassel. Le camp principal était à Niederzwehren et deux petits camps annexes étaient situés dans la ville : Bürgerschule et Philosophenweg. Cassel comportait également deux pénitenciers : Wehlheiden (périphérie de Cassel) et Fulda (à 100 km au sud). De très nombreux Kommandos de travail extérieurs étaient rattachés à Niederzwehren : les prisonniers étaient au travail forcé dans les mines, les fabriques ou les fermes.
Le camp de Cassel  a été construit (par les prisonniers) au départ pour 20 000 détenus. Plus tard, il a été agrandi pour en accueillir 30 000 mais les effectifs ont dépassé ce chiffre en 1918.
L'histoire du camp a été marquée par la meurtrière épidémie de typhus qui frappa le camp aux conditions sanitaires précaires en 1915 : il en alla de même pour d'autres camps comme Langensalza ou Wittemberg. Le médecin-major Alphonse David adressa un rapport au ministère de la guerre le 12 août 1915 sur l'épidémie qui ravagea le camp de Cassel de janvier à juillet 1915. Il y relève le désordre et la négligence des autorités allemandes qui ne prirent que très tardivement des mesures efficaces. Il écrit : « Sur une population totale de 19 000 prisonniers, il semble que 12 000 environ, peut-être plus, furent atteints du typhus ; beaucoup n'ont pas été hospitalisés. Les relevés que nous avons pu faire donnaient, à fin juin, un total de 2 300 morts dont 1 600 Français et 700 Russes ».
D'autres sources parlent de 3 000 morts, surtout des Français, des Belges, des Russes et des Anglais.
Au cours de la Seconde Guerre mondiale, plusieurs attaques aériennes détruisent la majeure partie de la ville. Le bombardement de Cassel le plus sévère a lieu le 22 octobre 1943, quand l'armée de l'air britannique attaque la ville. Plus de 10 000 personnes sont tuées et plus de 80 % des maisons sont détruites au cours de la nuit : la vieille ville de Cassel étant construite en bois (maisons à colombages), un incendie énorme se déclenche. Le 3 avril 1945, l'armée américaine occupe Cassel.
Après la Seconde Guerre mondiale, la majorité des immeubles anciens détruits n'ont pas été restaurés et le centre de la ville a été reconstruit dans le style des années 1950. Néanmoins, quelques édifices historiques ont été restaurés, tel que le Fridericianum qui est l'un des plus anciens musées publics d'Europe.
En raison de sa division intérieure allemande, Cassel était longtemps une région périphérique, mais aujourd'hui, la ville est devenue un centre dynamique en raison de sa position centrale en Allemagne et en Europe. Le développement économique et culturel de ces dernières années est très positif. Kassel possède une jeune université publique fondée en 1971 en tant que collège de réforme. L'université compte environ 25 000 étudiants en 2018. La population de Cassel est multiculturelle, environ 40 % ont des antécédents de migration.

## Culture et tourisme

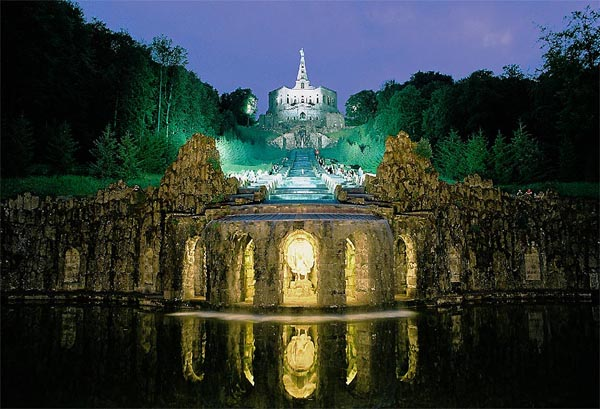
La statue d'Hercule.

### Patrimoine
Comme les bombardements ont détruit, en 1943, 80 % des maisons de Cassel, peu d'édifices anciens ont été préservés. Le monument le plus ancien est la Druselturm, construite en 1415. La Brüderkirche et l'église Saint-Martin remontent également à l'époque médiévale.

L'orangerie à Cassel
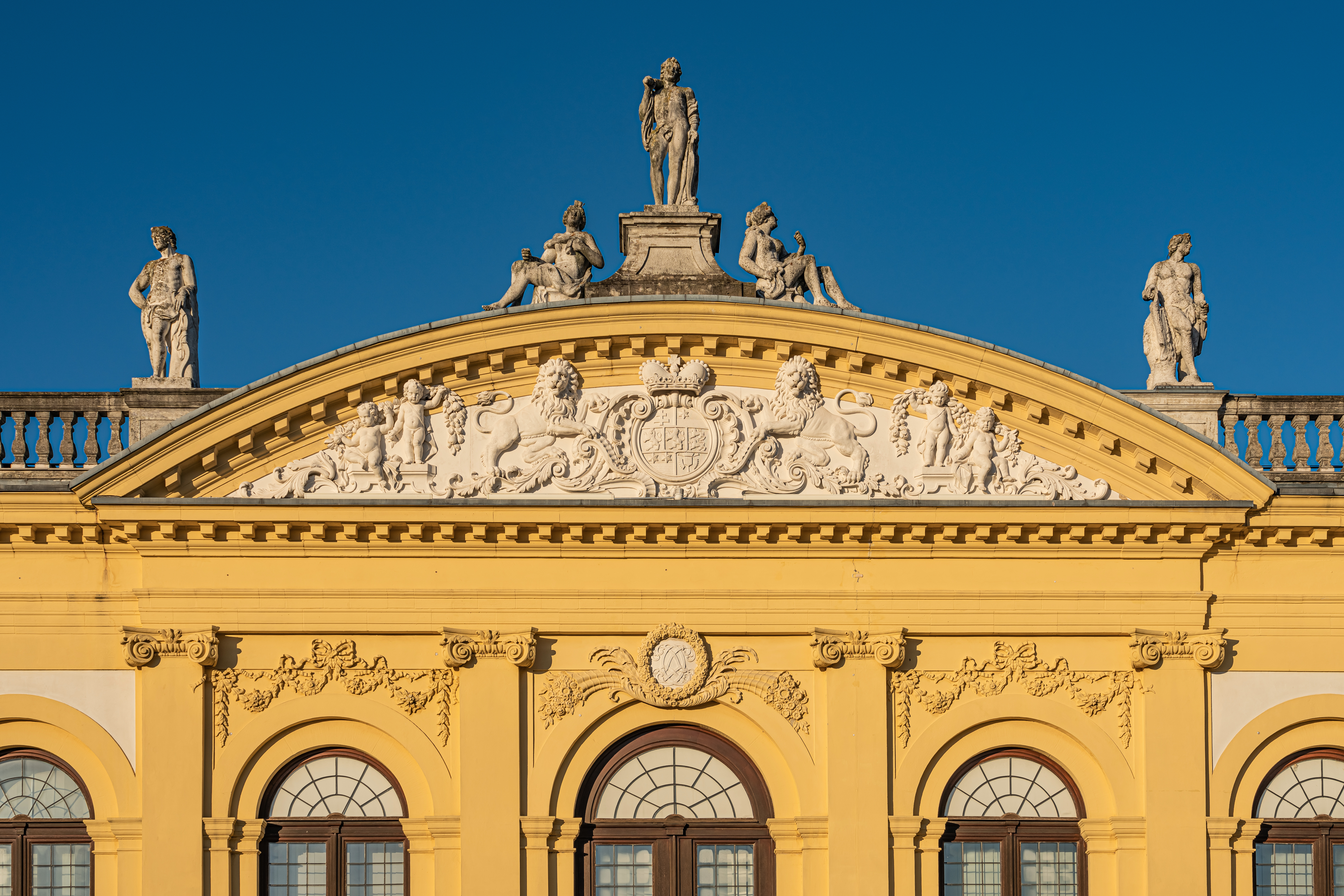
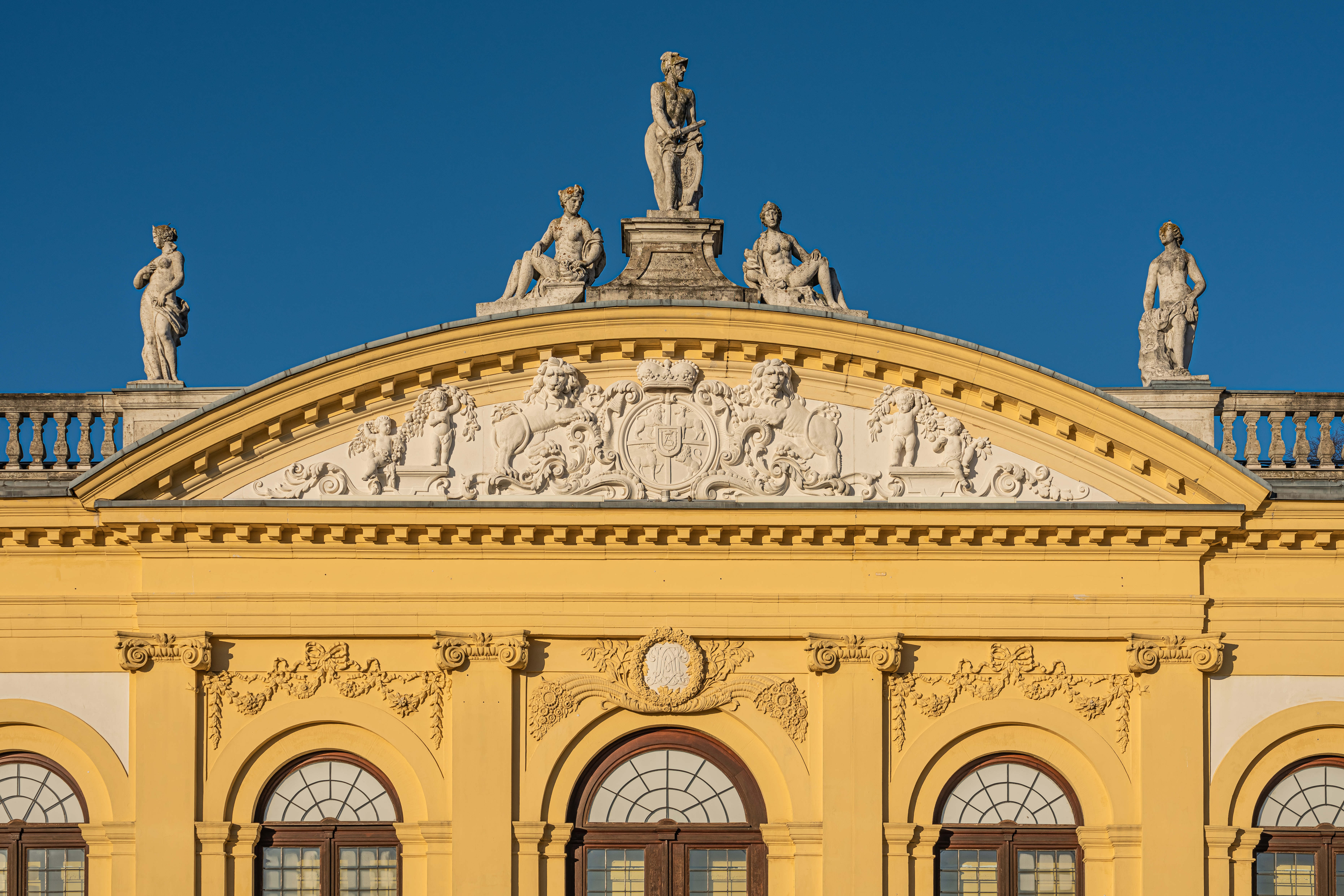

Dans le quartier de Vorderer Westen, on trouve des immeubles issus du mouvement de l'art nouveau.
Les édifices historiques sont principalement situés en dehors du centre de la ville. Le château Wilhelmshöhe a été construit en 1786 par le landgrave Guillaume IX de Hesse-Cassel. Aujourd'hui, il a été transformé en musée, exposant une collection d'œuvres antiques (gréco-romaines) ainsi qu'une collection de tableaux de maîtres flamands (Rubens, Jordaens, Rembrandt, Van Dyck, etc.) et de peintures du XVe au XVIIe siècle (Dürer, Titien, etc.) qui est notamment la deuxième plus grande collection d'œuvres de Rembrandt en Allemagne. Le musée s'intitule la Gemäldegalerie Alte Meister (Galerie de peinture des maîtres anciens). Le château est entouré d'un parc qui s'étend sur 2,4 kilomètres carrés, le Parc Wilhelmshöhe, inscrit au Patrimoine mondial de l'UNESCO en 2013. Il s'agit du plus grand parc de collines d'Europe[réf. nécessaire] ; sa construction a débuté en 1696. Pendant l'été (tous les dimanches et les mercredis) des jeux d'eau animent les bassins et fontaines. À son sommet se trouve la Statue d'Hercule.
Établi au bord de la Fulda au XVIe siècle, le Karlsaue est l'autre grand parc baroque de Cassel. On y trouve l'Orangerie avec le musée de l'astronomie. Les deux parcs, le Karlsaue et le Wilhelmshöhe, forment l'un des plus grands ensembles de parcs à l'intérieur d'une ville allemande[réf. nécessaire].

### Espéranto

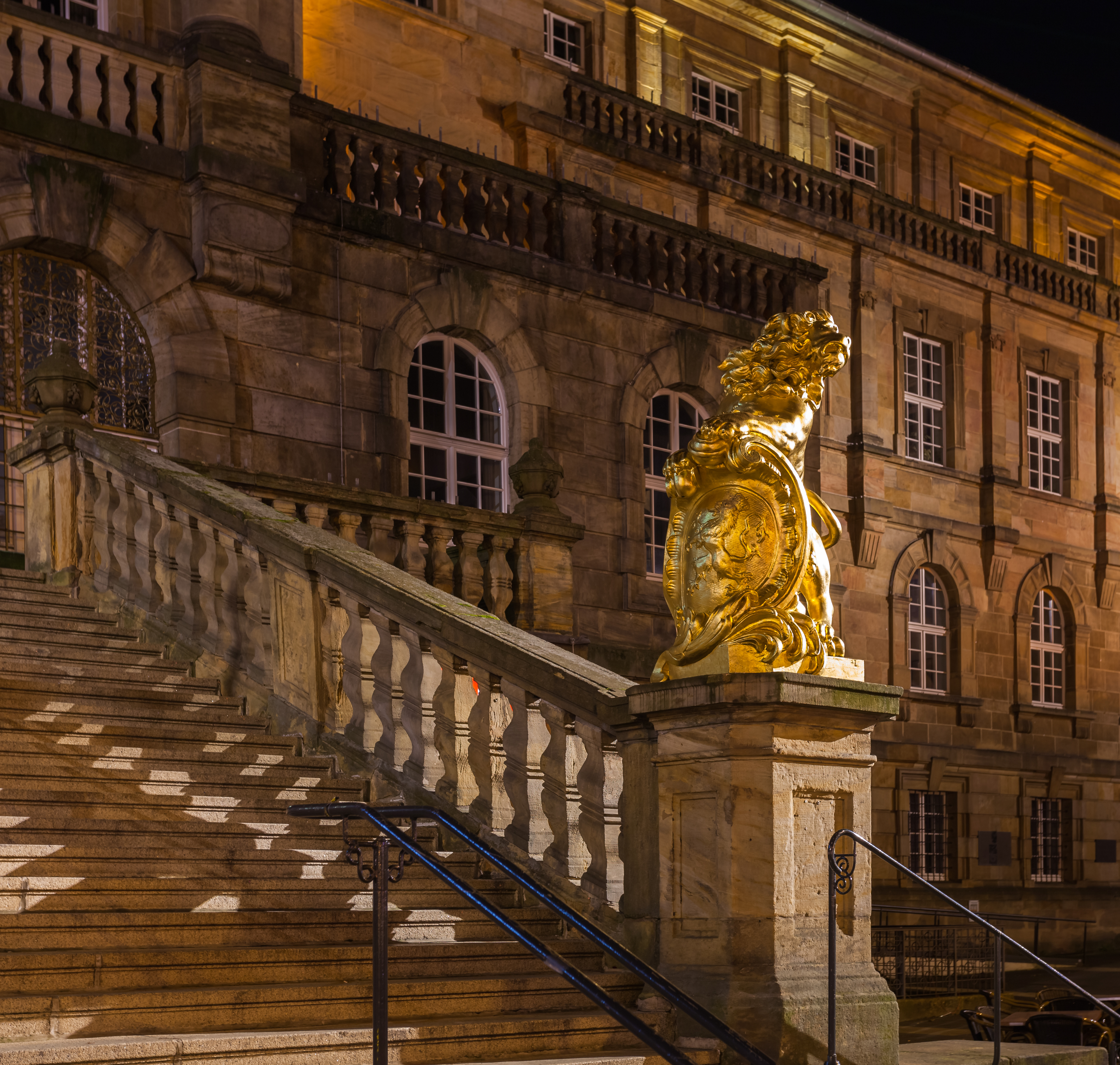
Lion à l'entrée de l'hôtel de ville.

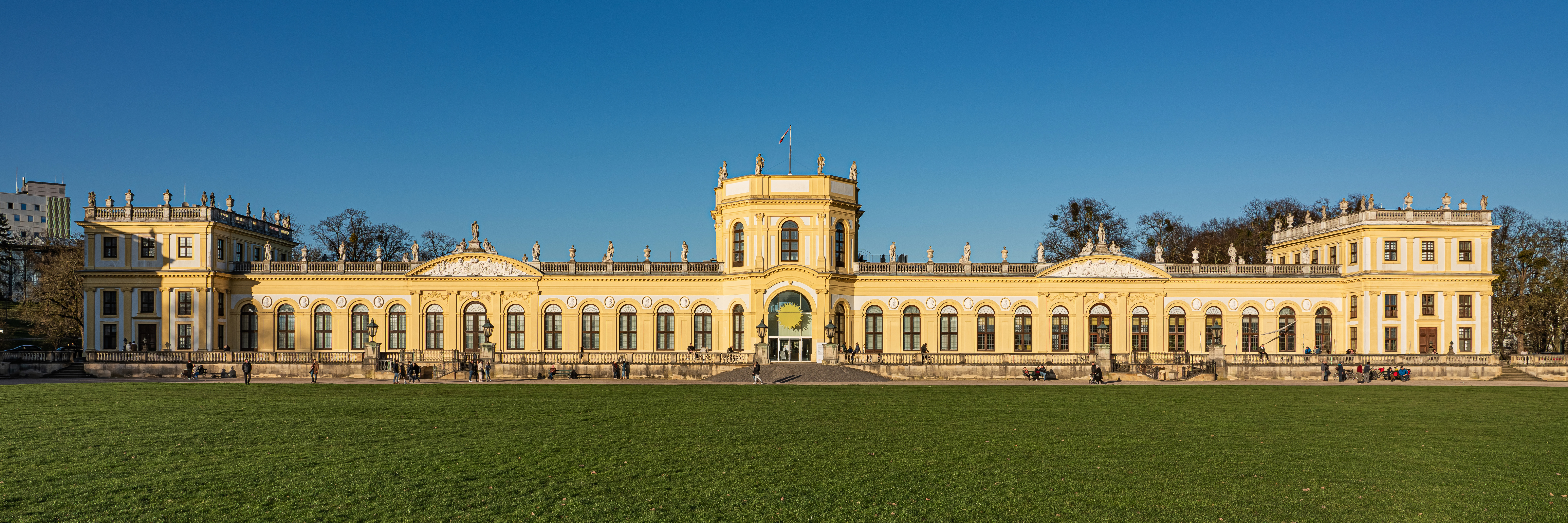
L'Orangerie dans le parc Karlsaue.

En 1923, se tient sous la présidence d'honneur d'Albert Einstein le IIIe congrès de l'Association mondiale anationale (SAT), organisation à caractère socio-culturel et à vocation émancipatrice fondée à Prague en 1921 et dont la langue de travail est l'espéranto. Quarante-deux savants de l'Académie des sciences émettent la même année un vœu en faveur de son enseignement en tant que « chef-d'œuvre de logique et de simplicité ».

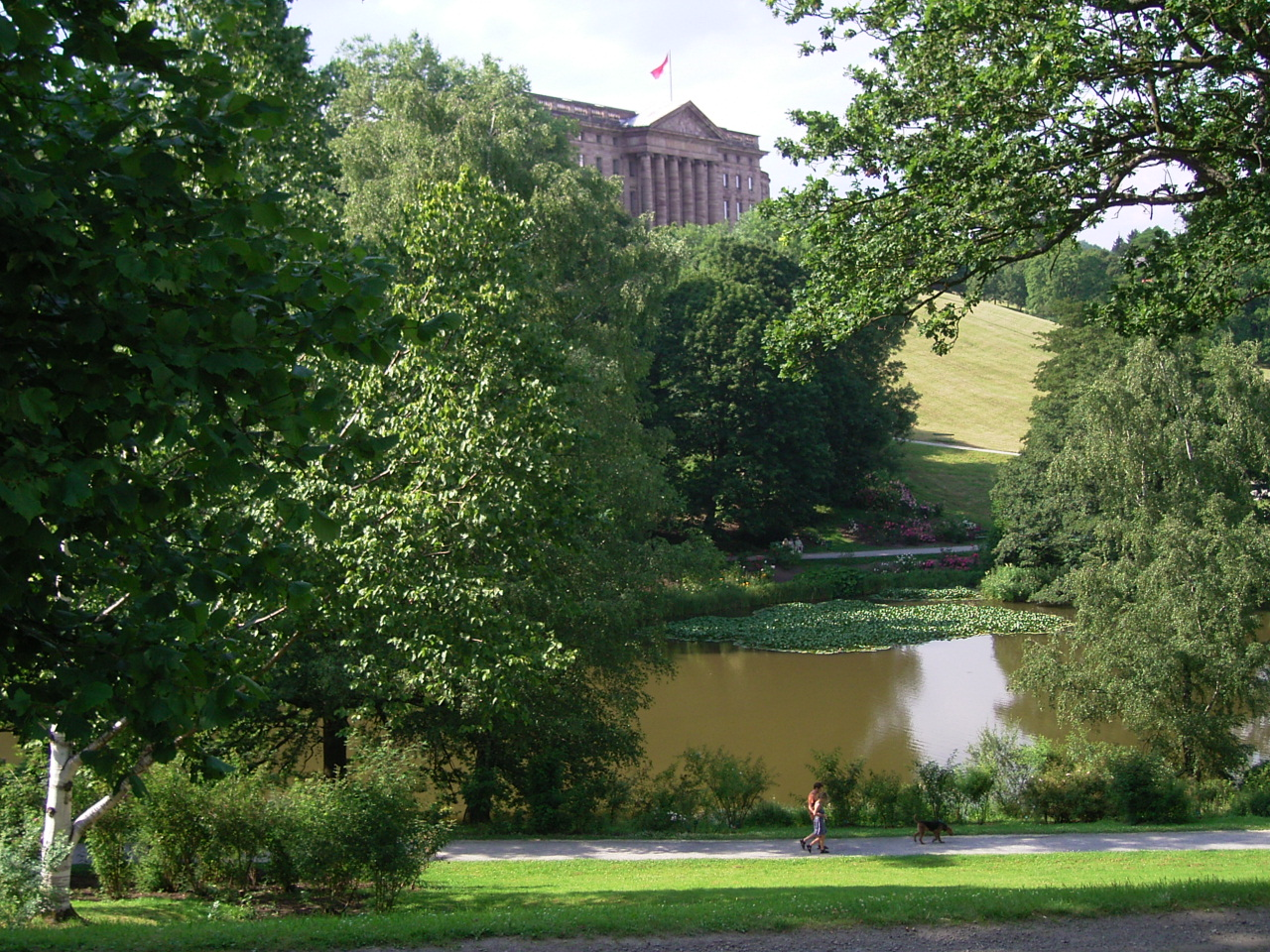
Vue du lac devant le château Wilhelmshöhe.

### La documenta
Cassel abrite la documenta, exposition majeure d'art contemporain qui, depuis 1955, se tient tous les cinq ans pendant l'été durant 100 jours et qui a lieu dans toute la ville (gare, Orangerie…). La quinzième édition a lieu en 2022.

### Édition et imprimerie
Cassel abrite le siège social des éditions musicales Bärenreiter depuis 1927.

## Transports

### Transports urbains
Les transports sont assurés par des tramways, des tram-train et des autobus.

### Chemins de fer
La ville possède deux gares ferroviaires :
- Kassel Hauptbahnhof, gare centrale (de type terminus) où transitent les trains classiques de la DB ;
- Cassel Wilhelmshöhe, gare ouverte en 1991 où transitent les trains à grande vitesse ICE.

### Aéroport
- Aéroport de Cassel

## Sport
- KSV Hessen Kassel
- SV 06 Kassel
- Kassel Huskies

## Personnalités liées à la ville
- Arno Stern (1924-2024), pédagogue franco-allemand, y est né.
- Arnold Bode (1900-1977), créateur de la Documenta.
- Rudolf Caracciola (1901-1959), pilote de course automobile allemand puis suisse, y est décédé.
- Constanze Dahn (1814-1894), actrice.
- Ilse Demme (1909-1969), enseignante, résistante contre le nazisme.
- John Dury (1600-1680), théologien, bibliothécaire et pasteur d'origine écossaise, il meurt à Cassel en septembre 1680.
- Simon Louis du Ry (1726-1799), architecte allemand néo-classique, né et décédé à Cassel.
- Jürgen Ehre (né en 1941), peintre et graveur allemand.
- Jerome Reunert (1769 à Cassel-après1869) philanthrope. Président de la société des malades. Son centième anniversaire fut célébré à Cassel le 26 Mai 1869 avec l'appui de la reine Augusta[8].
- Les Frères Grimm : Jacob Grimm (1785-1863) et Wilhelm Grimm (1786-1859), linguistes et conteurs.
- Marie Hassenpflug (1788 - 1856), auteure, décédée à Cassel.
- August von Heeringen (1855-1927), amiral de la marine impériale allemande né à Cassel.
- Josias von Heeringen (1850-1926), ministre de la guerre du royaume de Prusse et général de la Première Guerre mondiale, frère du précédent.
- Chris Hülsbeck (né en 1968), compositeur de musique de jeu vidéo.
- Hildegard Jacoby (1903-1944), résistante contre la nazisme, née à Cassel.
- Milky Chance, groupe musical d'électro-pop reggae, en est originaire.
- Ludwig Mond (1839-1909), chimiste.
- Nora Platiel (1896-1979), juriste et femme politique allemande.
- Fritz Reinhardt (1898-1965), membre des SS, y est né.
- Auguste Savagner (1808-1849), historien français.
- Paul Scheffer (1877-1916), peintre de l'école de Willingshausen.
- Meryem Uzerli (1982), actrice allemande d'origine turque, y est née.
- Hermann Zoll (1643-1725), jurisconsulte allemand.

## Jumelages
La ville est jumelée avec :
- Florence (Italie) depuis 1952 ;
- Berlin-Mitte (Allemagne) depuis 1962[9] ;
- Mulhouse (France) depuis le 28 juillet 1965 ;
- Västerås (Suède) depuis 1972 ;
- Rovaniemi (Finlande) depuis 1972 ;
- Iaroslavl (Russie) depuis 1988 ;
- Arnstadt (Allemagne) depuis 1989 ;
- Ramat Gan (Israël) depuis 1990 ;
- Kocaeli (İzmit) (Turquie) depuis 1999.